# Bành Nhạc
Bành Nhạc (giản thể: 彭乐; phồn thể: 彭樂; bính âm: Péng Yuè, ? - 551) tự Tử Hưng, người quận An Định , tướng lĩnh nhà Bắc Ngụy, Đông Ngụy.

## Cuộc đời và sự nghiệp

### Thời Bắc Ngụy: phản phúc vô thường
Ông vốn kiêu dũng, lại giỏi cưỡi ngựa bắn tên. Ban đầu tham gia khởi nghĩa Đỗ Lạc Chu, rồi về hàng Nhĩ Chu Vinh. Nhạc theo quân phá Cát Vinh ở Phũ Khẩu. Ông làm Đô đốc, theo Cao Hoan và Hành đài bộc xạ Vu Huy đánh đuổi Dương Khản ở Hà Khâu. Không rõ vì sao ông đầu hàng nghĩa quân Hàn Lâu, được phong Bắc Bình vương. Khi Nhĩ Chu Vinh sai Đại đô đốc Hầu Uyên đánh Lâu, Nhạc lại bỏ Lâu hàng Uyên.
Cao Hoan khởi binh ở Sơn Đông, Nhạc đi theo ông ta. Trong trận Hàn Lăng, Nhạc xung phong phá trận, được phong Nhạc Thành huyện công. Sau đó nhờ quân công, được tiến tước Mịch Dương quận công, ban chức Tứ Châu thứ sử.

### Thời Đông Ngụy: không giết Vũ Văn Thái
Năm Thiên Bình thứ 4 (537), ông theo Cao Hoan đánh Tây Ngụy, giao chiến với Vũ Văn Thái ở Sa Uyển. Cao Hoan muốn trì hoãn, Nhạc hăng hái xin quyết chiến, nói: "Ta nhiều giặc ít, trăm người bắt một, thì không thể thua được!", Cao Hoan nghe theo. Nhạc trong lúc say rượu vào sâu trận địch, bị đâm ở bụng, nhịn đau tiếp tục chiến đấu, trên người có mấy vết thương, quân đội tan rã, buộc phải lui về. Cao Hoan thường nhắc lại chuyện này để răn ông.
Cao Thận làm phản, Vũ Văn Thái đến cứu, giao chiến với Cao Hoan ở Mang Sơn. Nhạc đem mấy ngàn kỵ binh xông vào góc phía bắc của quân địch, có người tố cáo ông làm phản, Cao Hoan nói: "Nhạc bỏ Hàn Lâu làm việc cho Nhĩ Chu Vinh, phản bội họ Nhĩ Chu về với ta, lại làm phản về với Tây (Ngụy). Việc thành bại có phải ở một mình Nhạc đâu? Nhưng nghĩ thật là kẻ tiểu nhân phản phúc vậy!" Ít lâu sau bụi mù ở phía tây bắc nổi lên, Nhạc sai sứ báo tiệp, bắt Lâm Thao vương Đông, Thục quận vương Vinh Tông, Giang Hạ vương Thăng, Cự Lộc vương Xiển, Tiếu quận vương Lượng, Chiêm sự Triệu Thiện, đốc tướng, quan viên 48 người của Tây Ngụy. Quân Đông Ngụy thừa thắng xông lên, chém hơn 3 vạn thủ cấp.
Quân Tây Ngụy lui chạy, Cao Hoan hạ lệnh truy kích. Nhạc đuổi gấp, Vũ Văn Thái nói: "Thằng nhãi ngốc! Hôm nay ta mất, ngày mai mày có còn không? Sao không mau đến doanh trại của ta để lấy vàng bạc bảo vật?" Ông làm theo lời ấy, bắt được 1 sợi đai vàng mà về. Thái tiết lộ việc ấy, Hoan vặn hỏi, Nhạc đành phải thừa nhận. Hoan tuy mừng vì thắng trận nhưng vẫn giận lắm, bắt ông quỳ rạp dưới đất, nhắc lại trận thua Sa Uyển, mấy lần vung đao muốn chém, nghiến răng hồi lâu, rồi tha. Nhạc xin 5000 kỵ binh đi bắt Thái, Hoan nói: "Mày đã tha lại còn đòi bắt làm gì?" rồi sai người đem ra 3000 xúc lụa ban cho ông.
Năm Vũ Định thứ 7 (549), Nhạc được thăng làm Tư đồ. Năm Thiên Bảo đầu tiên (550), Cao Dương kiến lập nhà Bắc Tề, Nhạc được phong Trần Lưu vương, thăng làm Thái úy. Năm sau (551), ông bị bọn Hành Tương Châu sự (tiền nhiệm) Lưu Chương tố cáo mưu phản, nên bị giết, nhưng không có sử liệu nào ghi chép đầy đủ về vụ án này.